# Castres
Castres er en fransk by beliggende i departementet Tarn i Midi-Pyrénées-regionen. I januar 2010 var der 42.314 indbyggere.
Byen er hjemsted for det berømte Goya Museum, ligesom socialistlederen Jean Jaurès er født i byen.